# Hesse-Kassel
Hesse-Kassel fue un antiguo Estado independiente en lo que actualmente es Alemania. Desprendido del Landgraviato de Hesse, fue también en sus orígenes un landgraviato, y posteriormente un principado electoral dentro del Sacro Imperio Romano Germánico. Cuando el Imperio se extinguió en 1806, el Estado fue plenamente independiente, si bien mantuvo su título de Principado Electoral hasta 1866, cuando fue anexado por Prusia después de la guerra austro-prusiana. Su capital fue siempre la ciudad de Kassel.

## Historia

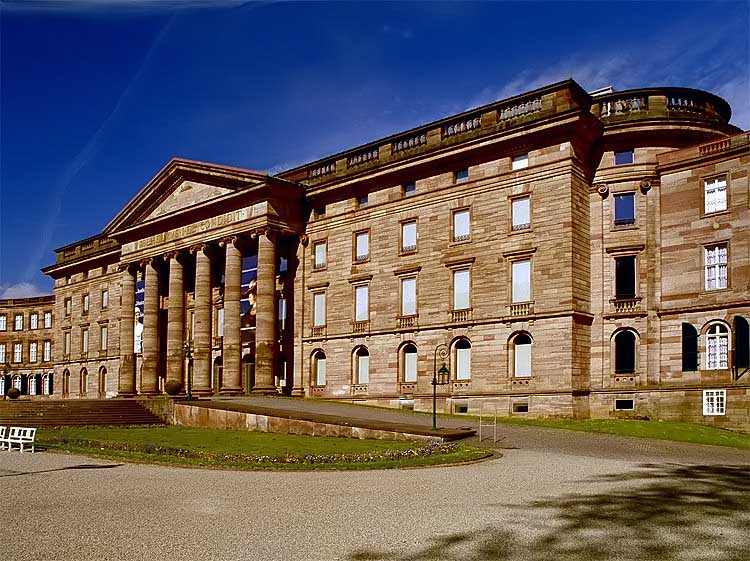
Palacio de Wilhelmshöhe, en Kassel.

A la muerte del landgrave Felipe I de Hesse en 1568, el Landgraviato de Hesse se dividió entre sus cuatro hijos; a saber, Hesse-Kassel, Hesse-Marburgo, Hesse-Rheinfels y Hesse-Darmstadt. Hesse-Kassel fue la herencia del mayor de los hijos, que a partir de entonces fue conocido como Guillermo IV de Hesse-Kassel.
El landgraviato se expandió en 1604, cuando Hesse-Marburgo fue dividido entre Hesse-Kassel y Hesse-Darmstadt.
Hesse-Kassel fue uno de los principales Estados alemanes aliados de Suecia durante la Guerra de los Treinta Años. El landgraviato era calvinista, y apoyó de manera importante la causa protestante, brindando ayuda militar al ejército sueco, pese a que su territorio fue ocupado por tropas imperiales durante la guerra.
En 1730, Hesse-Kassel y Suecia constituyeron una unión personal bajo el gobierno de Federico I de Suecia.
El landgraviato se hizo famoso por sus tropas mercenarias al servicio de otros países durante los siglos XVII y XVIII. El landgrave Federico II prestó tropas a Gran Bretaña, que sirvieron en las colonias de Norteamérica.
Durante la reorganización de los Estados alemanes en 1803 el landgraviato fue elevado a la categoría de electorado, y el landgrave Guillermo IX fue conocido como Guillermo I, príncipe elector de Hesse. El territorio pasó a llamarse formalmente Electorado de Hesse, pero el nombre de Hesse-Kassel continuó utilizándose de manera cotidiana.
En 1806 el principado fue ocupado por el ejército de Napoleón Bonaparte, debido al apoyo que había otorgado a Prusia durante las Guerras Napoleónicas. Guillermo I fue depuesto y el territorio se integró dentro del Reino de Westfalia, gobernado por Jerónimo Bonaparte.
Tras la derrota de Napoleón en 1813, el principado fue restituido en su totalidad y Guillermo I volvió al gobierno. Aunque el Sacro Imperio Romano Germánico fue disuelto en 1806, Guillermo mantuvo el título de Príncipe Elector, pues este le daba cierta superioridad sobre su primo el Gran Duque de Hesse-Darmstadt.
Federico Guillermo de Hesse-Kassel se alió con Austria en la guerra austro-prusiana. Con la derrota austríaca terminó la existencia del principado, pues Prusia se anexó todo su territorio en 1866, que pasó a formar parte de la provincia prusiana de Hesse-Nassau.
En 1918 pasó a integrar el Estado Libre de Prusia, que existió hasta 1944. En cuanto parte de la Alemania nazi, en 1944-45 fue dividido entre las provincias prusianas de Kurhessen y Nassau. Desde 1945-46 recibió el nombre de Gran Hesse (en alemán: Großhessen) y formó parte de la zona norteamericana de ocupación (excepto el exclave de Esmalcalda que quedó en la zona soviética). A partir de 1946 fue reorganizado como Estado de Hesse, un estado federado de la Alemania Occidental.
En 1918, el Príncipe Federico Carlos de Hesse, un hermano menor del jefe de la dinastía y cuñado del Emperador Guillermo II, fue elegido por el gobierno finlandés proalemán como Rey de Finlandia, pero no llegó a reinar.
En 1968, el jefe de la Casa de Hesse-Kassel se convirtió en jefe de toda la Casa de Hesse al extinguirse la Casa de Hesse-Darmstadt.
En la actualidad, el territorio de lo que fue Hesse-Kassel se halla integrado dentro del estado federado alemán de Hesse.